# Sidney (Montana)
Sidney è un comune degli Stati Uniti d'America, capoluogo della contea di Richland (Richland County), nello Stato del Montana a meno di 15.5 km dal confine col Dakota del Nord.
La popolazione era di 5.191 abitanti nel censimento del 2010